# Pauline Clément
Pauline Clément (Évry, 8 novembre 1986) è un'attrice francese.

## Biografia
Clement si è formata al Cours Florent, al Conservatorio dell'8º arrondissement di Parigi, all'École du Studio d'Asnières e al Conservatoire national supérieur d'art dramatique. Residente della Comédie-Française dal 2015, Clément ha recitato in Gli ultimi giorni dell'umanità di Karl Kraus sotto la regia di David Lescot. Nel 2016 ha interpretato Hélène in Un chapeau de paille d’Italie di Eugène Labiche per la regia di Giorgio Barberio Corsetti.

## Filmografia
- C'est la vie - Prendila come viene (Le Sens de la fête), regia di Olivier Nakache e Éric Toledano (2016)
- Lola et ses frères, regia di Jean-Paul Rouve (2017)
- Hors Normes, regia di Eric Toledano e Olivier Nakache (2019)
- Les Blagues de Toto, regia di Pascal Bourdiaux (2020)
- Impionçable, regia di Babor Lelefan (2020)
- L'Origine du monde, regia di Laurent Lafitte (2021)
- Je te veux, moi non plus, regia di Rodolphe Lauga (2021)
- Les Fantasmes, regia di David Foenkinos e Stéphane Foenkinos (2021)
- Bugiardo seriale (Menteur), regia di Olivier Baroux (2022)
- Maria rêve, regia di Lauriane Escaffre e Yvo Muller (2022)
- Jumeaux mais pas trop, regia di Olivier Ducray e Wilfried Méance (2022)
- Les Blagues de Toto 2: Classe verte, regia di Pascal Bourdiaux (2023)
- Heureux gagnants, regia di Maxime Govare e Romain Choay (2024)